# Бехтерев, Игорь Сергеевич
И́горь Серге́евич Бе́хтерев (28 июля 1939 — 24 декабря 1990) — русский живописец и художник прикладного искусства.

## Биография
Игорь Сергеевич Бехтерев родился 28 июля 1939 года в деревне Ершовка Сарапульского района Удмуртской АССР.
В 1961 году поступил на художественно-графический факультет Удмуртского государственного педагогического института (сейчас — Институт искусств и дизайна Удмуртского государственного университета) и окончил обучение в 1966 году.
Работал в Удмуртском отделении Художественного фонда СССР. С 1975 года Игорь Сергеевич — член Союза художников СССР.
Жизнь художника оборвалась неожиданно и трагически. Ижевские мафиози, покушаясь на жизнь старшего сына — оперативного работника милиции, подожгли квартиру художника. Игорь Сергеевич скончался от смертельных ожогов 24 декабря 1990 года.

## Творчество
И.С. Бехтерев был самобытным художником-реалистом. Его работы не были ориентированы на общественные вкусы, он не был подвержен конъюнктуре, и своей деятельностью не стремился заполучить официальные знаки отличия.
Уже в годы учебы Игорь Сергеевич отличался преданностью своей профессии, трудолюбием, непрерывным поиском индивидуальности в живописном языке. Он не расставался с мольбертом и в институтских классах, и дома, и в часы досуга, на охоте.
К 60-летию со дня рождения художника газета «Известия Удмуртской Республики» опубликовала статью, в которой творчеству Игоря Бехтерева были посвящены следующие строки:

Что отличает творчество Игоря Бехтерева — монументальность, величие, самобытная, вдохновляющая красота и беззаветная любовь к родной земле. Земля — всему начало, и художник боготворил и воспевал её в своём живописном искусстве. Люди, которые знали Игоря Сергеевича, говорят, что это был тонкий знаток природы, неисправимый романтик и фантазёр, необыкновенный труженик, добрый, энергичный, честный человек и жизнерадостный художник.<...>
Трогательные и величественные пейзажи родного края, живописные картины крестьянского быта, натюрморты, портреты — от этих полотен исходит жизнеутверждающая сила, обаяние, доброта и мудрость, тёплый, мягкий, согревающий душу свет...

Игоря Сергеевича считают большим и вдохновенным мастером пейзажа. На своих полотнах художник воссоздаёт образ удмуртской земли, родникового края: здесь череда холмов и полей; гладь озёр и чистота речушек; тишина перелесков, изящество молодых берёзок и свежесть полевых цветов; утренняя дымка над рекой и знойный воздух в полдень, и таинственность сумерек. Поэтикой овеяны деревенские пейзажи («В начале мая», «Окраина удмуртской деревни») и городские пейзажные зарисовки («Первый снег» (1986), «Сарапульский пристань» (1986) и др.).
Особое место в его творчестве занимает образ родной Камы. Всякий раз, возвращаясь на Родину, на Сарапульскую землю, он чувствовал прилив творческих сил, о чём свидетельствуют его работы «Село Яромаска», «Камские дали», «Рабочая Кама» (1989), «Камский мост».
Художник работал и в жанре портрета: передавал характер сельского труженика в работах «Дядя Коля летом у дома» (1985), «Отцовская весна», «Лесничий»(1980); героический характер ветерана войны и труда М.Я. Городилова (1982). Общее признание по глубине проникновения в характер, по мастерству письма получил «Автопортрет», на котором художник изображён в тулупе с характерным головным убором и баяном в руках на фоне зимнего деревенского пейзажа.
Интерес к окружающему миру привёл живописца к созданию натюрмортов. Его картины «Сенокос» (1981), «Улов» (1986), «Сирень» (1989), «Опята и рябина»(1986) исполнены в сочной живописной манере и пронизаны солнцем и воздухом.

## Выставки
- 1987 — Всероссийская выставка «Советская Россия», г. Москва.
- 1974, 1979 — Зональные выставки «Большая Волга», г. Горький, г. Казань.
- 1966, 1967, 1970, 1972, 1974 — Республиканские выставки, г. Ижевск.
- 1987 — Персональная выставка произведений, г. Сарапул.
- 1994, 1999, 2009 — Мемориальные выставки, г. Ижевск.